# گویدو برینیونه
گویدو برینیونه (ایتالیایی: Guido Brignone; ۶ دسامبر ۱۸۸۶ – ۶ مارس ۱۹۵۹) یک کارگردان، هنرپیشه، و فیلم‌نامه‌نویس اهل ایتالیا بود.
برینیون در میلان ایتالیا به دنیا آمد.  او اولین کارگردان ایتالیایی بود که برنده جشنواره فیلم ونیز یا Mostra Internazionale d'Arte Cinematografica، قدیمی‌ترین جشنواره فیلم در جهان، با بهترین فیلم ایتالیایی، ترزا کنفالونیری (1934) شد.

از جمله فیلم‌های او می‌توان به گذرنامه سرخ اشاره کرد.